# Skørping
Skørping foi um município da Dinamarca, localizado na região norte, no condado de Nordjutlândia. O município detinha uma área de 238 km² e uma população de 9 799 habitantes, segundo o censo de 2004.
A partir de 1 de Janeiro de 2007, com a entrada em vigor da reforma administrativa, o município foi suprimido juntamente com os municípios de Nørager e Støvring, para dar lugar ao recentemente constituído município de Rebild, na região de Jutlândia do Norte.